# Долни-Луковит
Долни-Луковит (болг. Долни Луковит) — село в Болгарии. Находится в Плевенской области, входит в общину Искыр. Население составляет 1 971 человек.

## Политическая ситуация
В местном кметстве Долни-Луковит, в состав которого входит Долни-Луковит, должность кмета (старосты) исполняет Валентин Иванов Стефанов (Болгарская социалистическая партия (БСП)) по результатам выборов.
Кмет (мэр) общины Искыр — Валентин Василев Йорданов (коалиция в составе 2 партий: Политическое движение социал-демократов (ПДСД), ВМРО — Болгарское национальное движение) по результатам выборов.